# إبراهيم بن المولد
إِبْرَاهِيم بن أَحْمد بن محمّد بن المولد، ويُكنّى أَبُا إِسْحَاق، أحد علماء أهل السنة والجماعة ومن أعلام التصوف السني في القرن الرابع الهجري، وصفه أبو عبد الرحمن السلمي[ ؟ ] بأنّه: «من كبار مَشَايِخ الرقة وفتيانهم، وَكَانَ من أفتى الْمَشَايِخ وَأَحْسَنهمْ سيرة»، وقال عنه أبو حفص علي بن عراك: «ما رأيت أحسن كلاماً من إبراهيم بن المولد»، صحب أَبَا عبد الله بن الْجلاء الدِّمَشْقِي وَإِبْرَاهِيم بن دَاوُد الْقصار الرقي، توفي سنة 342 هـ.

## من روى عنهم ورووا عنه
حدث بدمشق والرقة عن أحمد بن عبد الله الناقد المصري، والحسين بن عبد الله القطان، وأحمد بن مروان المالكي وإبراهيم بن السري السقطي، والجنيد بن محمد وعبد الله بن جابر الطرسوسي، ومحمد بن يوسف وأبي الحسن الأصبهاني.
وروى عنه تمام بن محمد، وأبو الحسين بن جميع، ونصر بن محمد بن أحمد الطوسي، وعبد الرحمن بن عمر بن نصر، وأبو القاسم بكير بن محمد الطرسوسي المنذري، وناصر بن محمد بن عبد الله بن محمد الدمشقي نزيل نيسابور، ومنصور بن عبد الله الأصبهاني، وأبو الحسن علي بن إبراهيم بن يوسف الشقيقي الصوفي، والحسين بن يوسف العرويني، وأبو الحسن محمد بن الحسين بن إبراهيم بن عاصم الأنوي السجستاني، وأبو الحسن علي بن الحسين بن إبراهيم بن عاصم الأنوي السجستاني، وأبو الحسن علي بن محمد بن إسحاق بن يزيد الحلبي، وأبو الفتح المظفر بن أحمد بن إبراهيم بن برهان المقرئ، وأبو عبد الله عبيد الله بن محمد بن بطة العكبري، وأبو محمد الحسن بن إسماعيل بن محمد بن الضراب المصري.

## من أقواله
- من قَامَ إِلَى أوَامِر الله كَانَ بَين قبُول ورد وَمن قَامَ إِلَيْهَا بِاللَّه كَانَ مَقْبُولًا لَا شكّ.[1]
- الْقيام بآداب الْعلم وشرائعه يبلغ بِصَاحِبِهِ إِلَى مقَام الزِّيَادَة وَالْقَبُول.[1]